# Mingersborg
Mingersborg (Limburgs: Mingesjborg) is een gehucht in de gemeente Voerendaal, in het zuiden van de Nederlandse provincie Limburg. Het gehucht valt praktisch gezien onder het dorp Ubachsberg. Op sommige kaarten wordt het plaatsje ook wel aangeduid als Mingersberg. Het is een kleine, hoofdzakelijk agrarische gemeenschap met circa 35 inwoners (in 2017).
De naam van het gehucht komt in oude documenten ook voor als Mingelsburg en Mingartsborg en zou zijn afgeleid van Vrouwe Minnegard, die hier volgens de legende rond het jaar 800 zou hebben gewoond.

## Geografie
Mingersborg ligt ongeveer 500 meter ten zuiden van de bebouwde komgrens van Ubachsberg. Vanuit dit dorp gezien ligt het plaatsje aan de overzijde (de zuidzijde) van het Droogdal van Colmont, dat iets ten noorden van Mingersborg begint en westwaarts afloopt richting Etenaken bij Wijlre. De circa 15 boerderijen en huizen die het gehucht vormen zijn gesitueerd op een flauwe helling van dit droogdal aan de Mingersborgerweg die Ubachsberg verbindt met de naburige dorpen Eys en Wijlre. Mingersborg ligt aan de gemeentegrens met de gemeente Gulpen-Wittem en grenst direct aan het in deze gemeente gelegen gehucht Trintelen.

## Bezienswaardigheden
In het gehucht bevindt zich een aantal historische boerderijen en huizen waarvan een enkele is opgetrokken uit vakwerk. De Bernardushoeve (huisnummers 20 en 22) is een grote carréboerderij die stamt uit de eerste helft van de 19e eeuw en is opgetrokken uit Kunrader kalk en baksteen en aan de binnenplaats ook vakwerk. Dit historische bouwwerk is verklaard tot rijksmonument en doet heden dienst als herberg. Tegenover de hoeve bevindt zich de Mariakapel. Verder bevindt zich nabij Mingersborg de eveneens tot rijksmonument verklaarde windmolen Op de Vrouweheide, de hoogstgelegen windmolen van Nederland. Deze voormalige korenmolen uit het jaar 1857 bevindt zich op de heuveltop de Vrouwenheide. Rond Mingersborg zijn ook holle wegen te vinden.
Verder kent Mingersborg een boerengolf en is er een kapelletje. Het kapelletje is in 1939 vervaardigd uit kunradersteen.
- Zie ook: Lijst van rijksmonumenten in Mingersborg

De autovariant van de Mergellandroute, een populaire toeristische route, voert dwars door Mingersborg.

## Fotogalerij

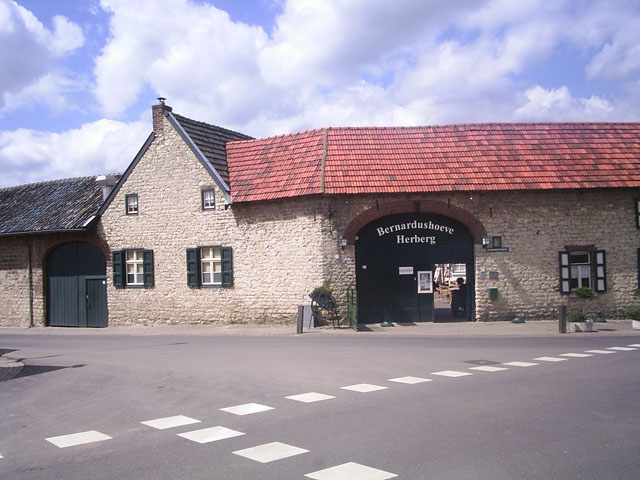
Bernardushoeve
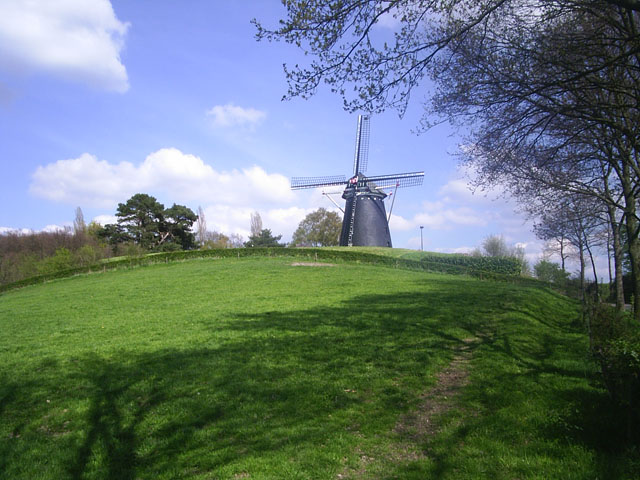
Windmolen Op de Vrouweheide
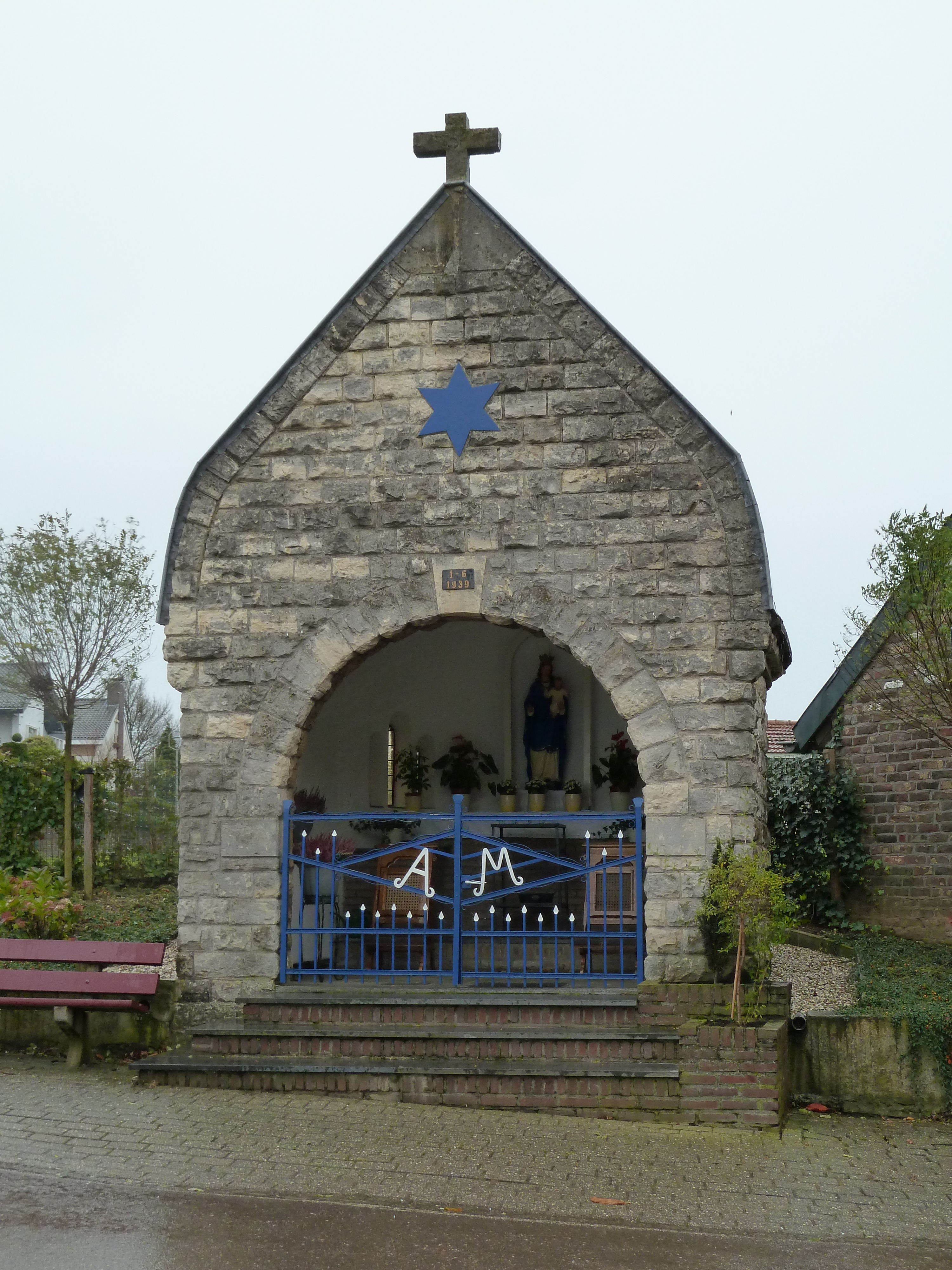
Mariakapel

Dorpen: Klimmen · Kunrade · Ransdaal · Ubachsberg · Voerendaal

Gehuchten: Colmont · Craubeek · Fromberg · Mingersborg · Retersbeek · Termaar · Weustenrade · Winthagen

Buurtschappen: Barrier · Dolberg · Hellebeuk · Koulen · Kruishoeve · Kunderberg · Lubosch · Opscheumer · Overheek · Termoors · Terveurt

Limburg: Steden en dorpen      Nederland: Provincies · Gemeenten